# Neckartailfingen

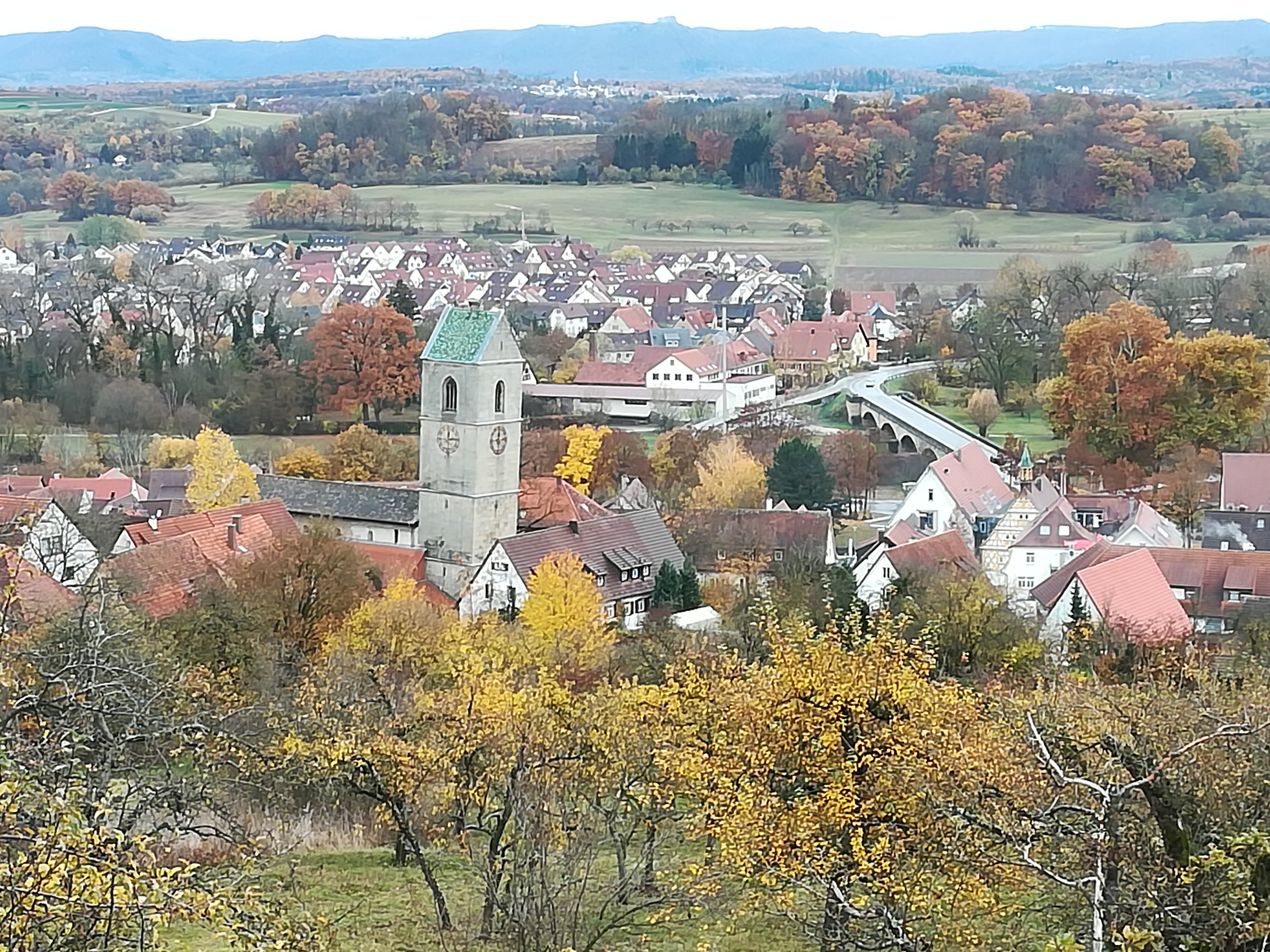
Blick auf Neckartailfingen, 2018

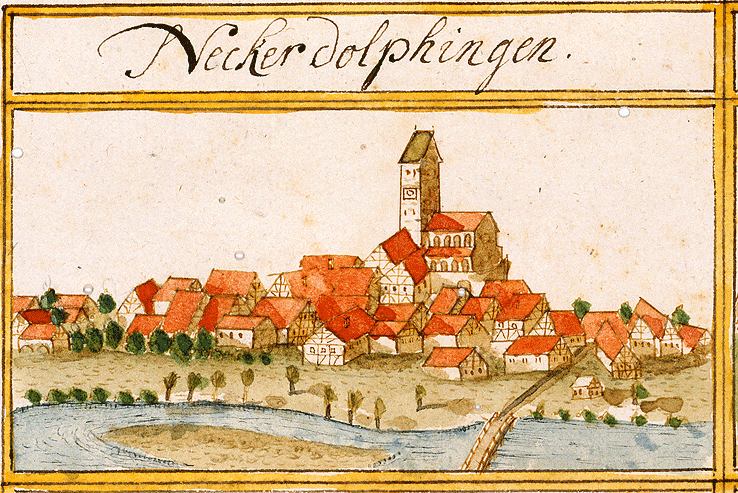
Neckartailfingen 1683/1685 im Kieserschen Forstlagerbuch

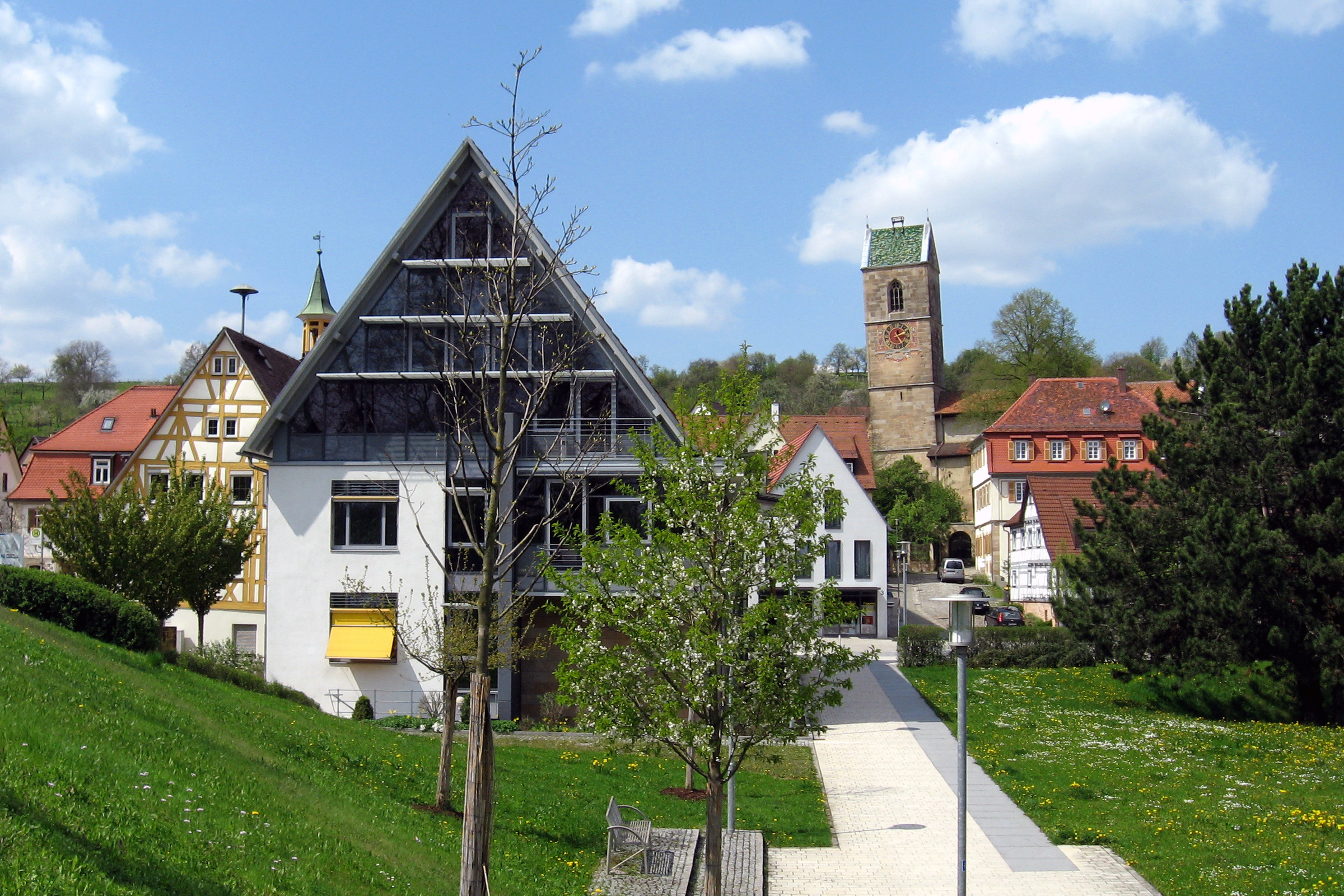
Rathaus und schiefer Turm der Martinskirche

Neckartailfingen ist eine Gemeinde im Vorland der Schwäbischen Alb im Landkreis Esslingen in Baden-Württemberg. Sie gehört zur Region Stuttgart (bis 1992 Region Mittlerer Neckar) und zur europäischen Metropolregion Stuttgart.

## Geographie

### Geographische Lage
Neckartailfingen liegt am Neckar, etwa 25 Kilometer südlich von Stuttgart und 8 Kilometer nordwestlich des Albtraufs. Der alte Ortskern befindet sich links des Neckars. Nach dem Zweiten Weltkrieg wurde überwiegend rechts des Neckars gebaut, es entstand die sogenannte „Vorstadt“.

### Nachbargemeinden
Angrenzende Gemeinden sind Aichtal im Norden, Nürtingen im Osten, Altdorf im Süden, Neckartenzlingen im Südwesten und Schlaitdorf im Westen (alle Landkreis Esslingen).

### Gemeindegliederung
Zu Neckartailfingen gehören außer dem Dorf Neckartailfingen keine weiteren Orte. Im Gemeindegebiet liegt die abgegangene Burg Liebenau.

### Flächenaufteilung
Nach Daten des Statistischen Landesamtes, Stand 2014.

## Geschichte

### Mittelalter
Neckartailfingen wurde um 1090 im Hirsauer Codex (Codex Hirsaugiensis) als Tagelvingen erstmals urkundlich erwähnt. Der Ort gehörte damals den Grafen von Urach und den mit ihnen verwandten Grafen von Achalm. Nach den Eintragungen schenkten die Grafen Liutold (auch als Liutolf genannt) und Cuno von Achalm mehrere Güter und ihren Anteil an der Kirche dem Kloster Hirsau. Zwar ist der genaue Zeitpunkt der Schenkung im Hirsauer Codex nicht vermerkt; da Graf Cuno von Achalm aber 1092 starb, wurde die Schenkung auf um 1090 datiert. Im Auftrag des Klosters Hirsau wurde die romanische Martinskirche wohl im Jahr 1111 fertiggestellt (laut dendrochronologischer Untersuchung der Dachbalken). Zwischen 1254 und 1265 kauften die Grafen von Württemberg die Grafschaft Urach mitsamt der Burg Achalm. In diese Besitzmasse gehörte auch Neckartailfingen, das dadurch zu Württemberg kam, dem es bis zur Landesteilung 1945 zugehörig war.

### Neuzeit
Der Ort wurde 1536 zusammen mit dem Amt Nürtingen wie ganz Altwürttemberg evangelisch und erhielt 1541 die erste Dorfschule des Altkreises Nürtingen. Im Dreißigjährigen Krieg wurde Neckartailfingen nach der Schlacht bei Nördlingen 1634 von den berüchtigten Dragonern des Obristen Walter Butler (vor allem aus Kroatien) geplündert und bis auf die Kirche, die Kelter, ein Haus sowie zwei kleine Hütten vollständig niedergebrannt. Das Dorf hatte faktisch aufgehört zu existieren. Erst nach einigen Jahren kehrten die geflohenen Einwohner zurück und bauten ihr Dorf langsam wieder auf.

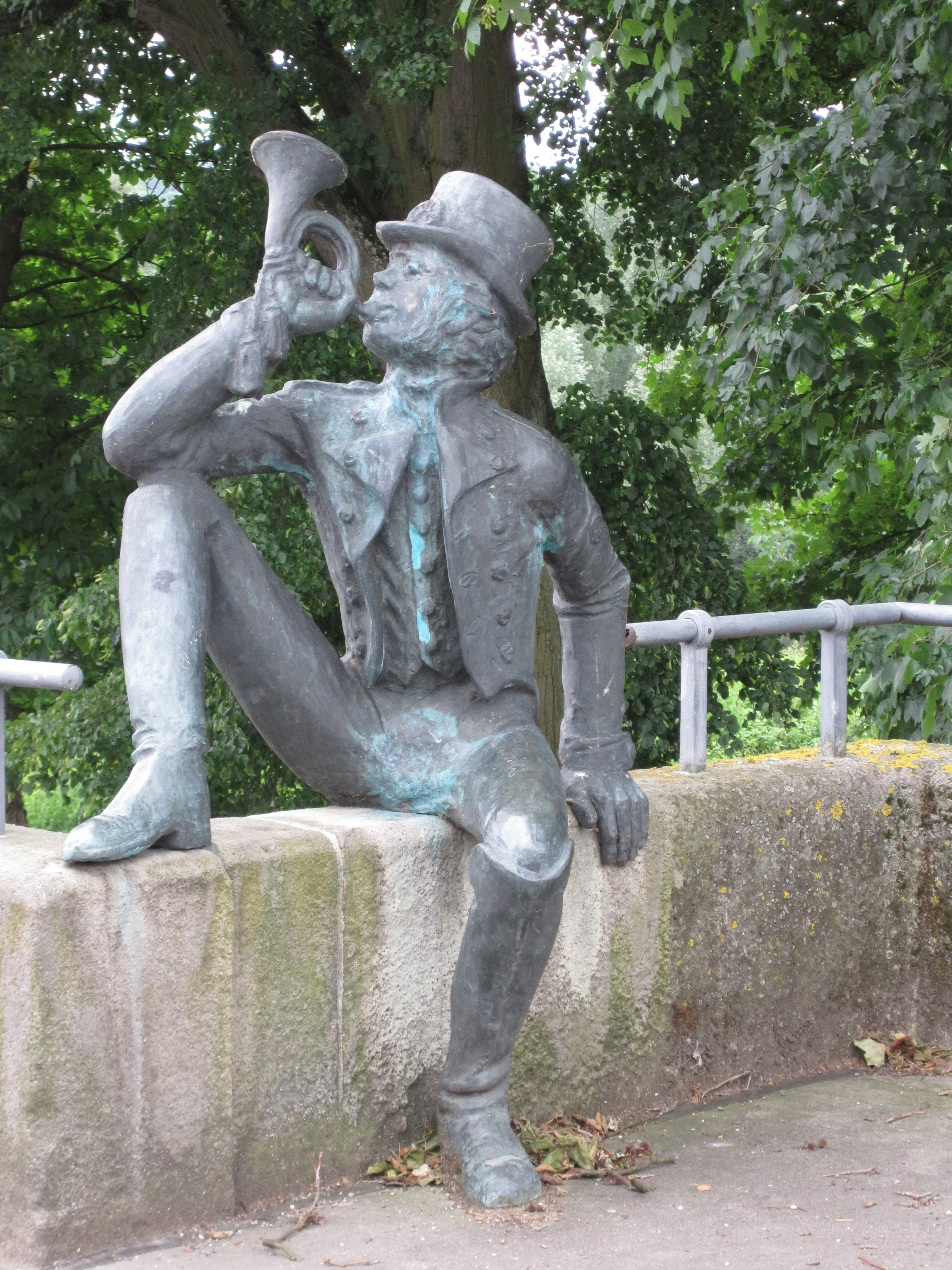
Der Neckartailfinger Postillon von Helmut Sigg sitzt auf der linken Seite der 1847 eingeweihten Sandsteinbrücke

Bereits mit dem Kauf durch die Württemberger übertrugen diese die Verwaltung des Dorfes an die Vogtei Nürtingen. Aus der Vogtei entstand 1758 das Oberamt Nürtingen, dem Neckartailfingen somit in der Spätphase des Herzogtums Württemberg, während der Zeit des Königreichs Württemberg 1806 bis 1918 und danach in der Zeit des Volksstaates Württemberg angehörte.
Seit 1598 unterhielt die Postlinie Stuttgart–Urach im Ort eine Poststation. Im Jahr 1807 wurde nicht in der Oberamtstadt Nürtingen, sondern am Verkehrsknotenpunkt Neckartailfingen das erste Postamt im Altkreis Nürtingen eingerichtet.

### Landes- und Kreiszugehörigkeit seit 1938
Von 1938 bis 1973 gehörte Neckartailfingen zum Landkreis Nürtingen. 1945 bis 1952 lag der Ort im Nachkriegsland Württemberg-Baden, das 1945 in der Amerikanischen Besatzungszone gegründet worden war. 1952 gelangte die Gemeinde zum neuen Bundesland Baden-Württemberg. Durch die Kreisreform von 1973 kam Neckartailfingen zum Landkreis Esslingen.

### Einwohnerentwicklung
- 1824: 0.854 Einwohner
- 1834: 0.971 Einwohner
- 1861: 1.039 Einwohner
- 1900: 0.963 Einwohner
- 1939: 0.966 Einwohner
- 1946: 1.410 Einwohner
- 1950: 1.484 Einwohner
- 1961: 1.842 Einwohner
- 1970: 2.772 Einwohner
- 1987: 3.274 Einwohner
- 1991: 3.364 Einwohner
- 1995: 3.684 Einwohner
- 2005: 3.889 Einwohner
- 2010: 3.771 Einwohner
- 2015: 3.716 Einwohner
- 2020: 3.880 Einwohner

## Politik

### Bürgermeister

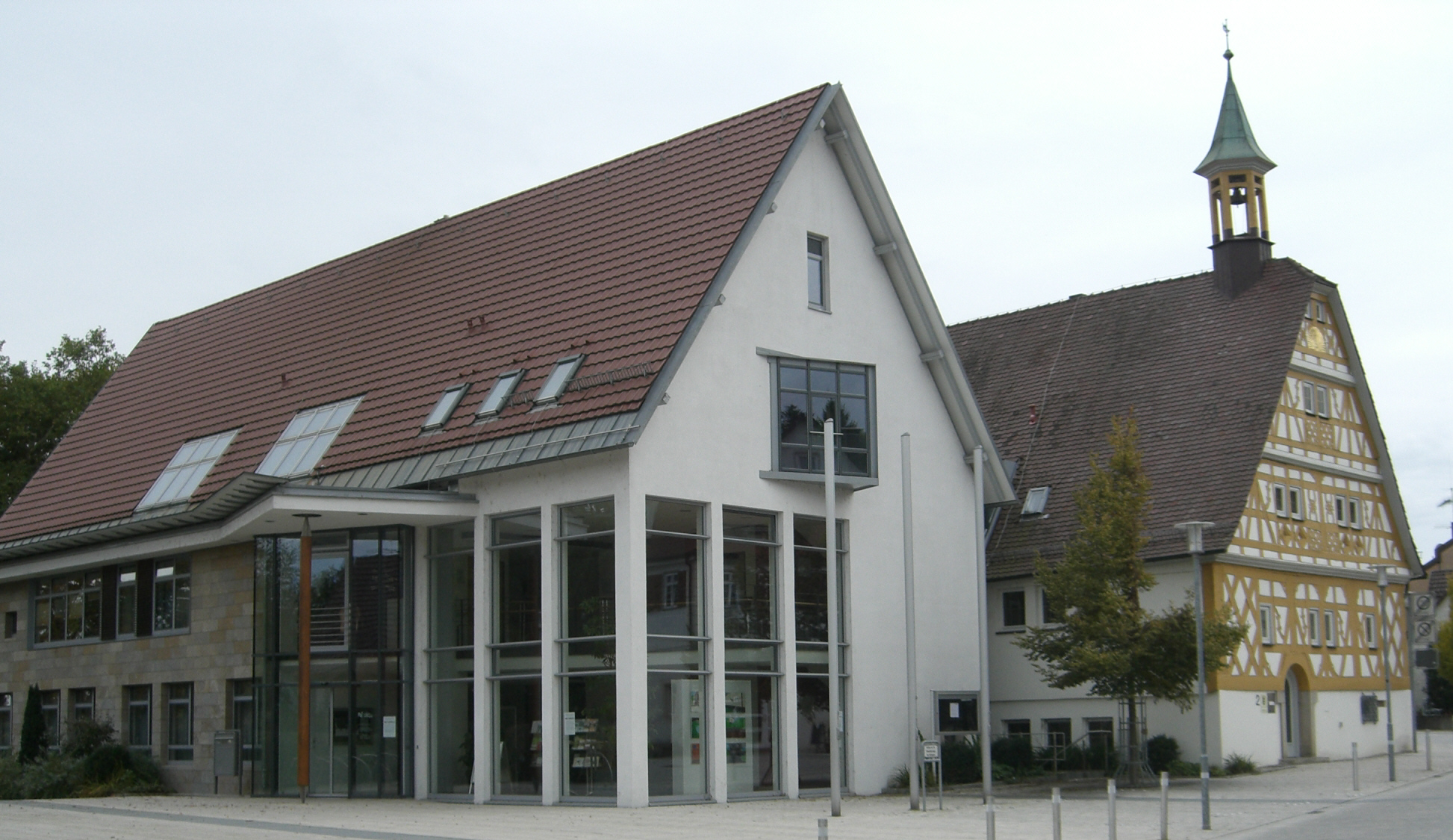
Neues und altes Rathaus Neckartailfingen

Der Bürgermeister (früher Schultheiß genannt) wurde bis 1891 vom Gemeinderat aus seiner Mitte heraus gewählt, erst ab 1891 wählten die Gemeindebürger den Schultheißen in direkter Wahl.
- 1820–1837: Wilhelm Perrenon
- 1837–1848: Conrad Friedrich Fischer
- 1848–1881: Heinrich Wendel Wenzelburger
- 1883–1898: Carl August Holl
- 1899–1922: Georg Friedrich Wenzelburger
- 1922–1945: Emil Pfeiffer
- 1945–1949: Paul Maurer
- 1949–1955: Emil Pfeiffer
- 1955–1971: Emil Bauer
- 1971–1998: Wilhelm Preißing
- 1998–2014: Jens Timm
- 2014–2022: Gerhard Gertitschke
- seit 2022: Wolfgang Gogel

Am 3. April 2022 wurde Wolfgang Gogel mit 61,9 Prozent der Stimmen zum Bürgermeister gewählt. Amtsinhaber Gertitschke erhielt lediglich 29,7 Prozent der Stimmen. Gogel trat sein Amt am 1. Juli 2022 an.

### Gemeinderat
Der Gemeinderat in Neckartailfingen besteht aus den gewählten 14 ehrenamtlichen Gemeinderäten und dem Bürgermeister als Vorsitzendem. Der Bürgermeister ist im Gemeinderat stimmberechtigt.
Die Kommunalwahl am 9. Juni 2024 führte zu folgendem vorläufigen Endergebnis. 
| Parteien und Wählergemeinschaften | Parteien und Wählergemeinschaften        | % 2024  | Sitze 2024 | % 2019  | Sitze 2019 | Kommunalwahl 2024 %50403020100 47,21 %38,09 %14,70 % FWJB/CDUSPD/FBGewinne und Verlusteim Vergleich zu 2019 %p 8 6 4 2 0 −2 −4 −6 −8−10−9,27 %p+7,93 %p+1,34 %pFWJB/CDUSPD/FB |
| FFW                               | Freie Fortschrittliche Wählervereinigung | 47,21   | 7          | 56,48   | 8          | Kommunalwahl 2024 %50403020100 47,21 %38,09 %14,70 % FWJB/CDUSPD/FBGewinne und Verlusteim Vergleich zu 2019 %p 8 6 4 2 0 −2 −4 −6 −8−10−9,27 %p+7,93 %p+1,34 %pFWJB/CDUSPD/FB |
| JB/CDU                            | Wählervereinigung Junge Bürger/CDU       | 38,09   | 5          | 30,16   | 4          | Kommunalwahl 2024 %50403020100 47,21 %38,09 %14,70 % FWJB/CDUSPD/FBGewinne und Verlusteim Vergleich zu 2019 %p 8 6 4 2 0 −2 −4 −6 −8−10−9,27 %p+7,93 %p+1,34 %pFWJB/CDUSPD/FB |
| SPD-FB                            | SPD/Freie Bürger                         | 14,70   | 2          | 13,36   | 2          | Kommunalwahl 2024 %50403020100 47,21 %38,09 %14,70 % FWJB/CDUSPD/FBGewinne und Verlusteim Vergleich zu 2019 %p 8 6 4 2 0 −2 −4 −6 −8−10−9,27 %p+7,93 %p+1,34 %pFWJB/CDUSPD/FB |
| gesamt                            | gesamt                                   | 100,0   | 14         | 100,0   | 14         | Kommunalwahl 2024 %50403020100 47,21 %38,09 %14,70 % FWJB/CDUSPD/FBGewinne und Verlusteim Vergleich zu 2019 %p 8 6 4 2 0 −2 −4 −6 −8−10−9,27 %p+7,93 %p+1,34 %pFWJB/CDUSPD/FB |
| Wahlbeteiligung                   | Wahlbeteiligung                          | 67,21 % | 67,21 %    | 67,17 % | 67,17 %    | Kommunalwahl 2024 %50403020100 47,21 %38,09 %14,70 % FWJB/CDUSPD/FBGewinne und Verlusteim Vergleich zu 2019 %p 8 6 4 2 0 −2 −4 −6 −8−10−9,27 %p+7,93 %p+1,34 %pFWJB/CDUSPD/FB |

### Wappen
Offizielle Blasonierung aus dem Jahr 1951: „In Rot ein goldener (gelber) Mauerhaken (umgekehrtes Z mit spitzen Enden und leicht schrägliegendem Schaft).“ Dieses Wappen geht auf ein Marksteinzeichen Neckartailfingens aus dem Jahre 1683 zurück.

## Wirtschaft und Infrastruktur

### Verkehr

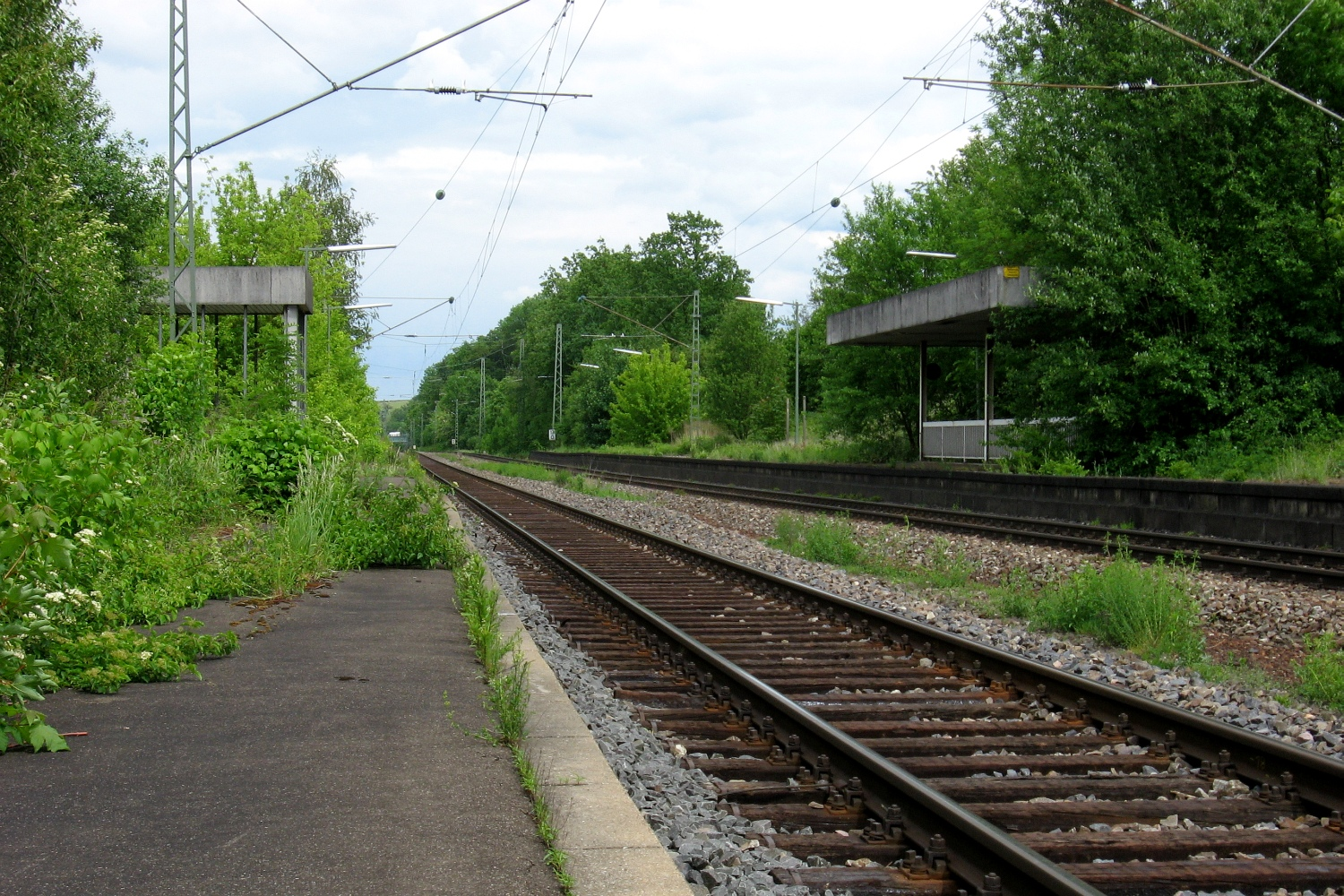
Ehemaliger Haltepunkt Neckartailfingen

Neckartailfingen war schon immer ein Durchgangspunkt für viele Fahrzeuge. Zur Zeit der Postkutschen war Neckartailfingen eine wichtige Station für den Pferdewechsel.
Bis 1976 unterhielt die Deutsche Bundesbahn einen Haltepunkt an der Bahnstrecke Plochingen–Immendingen, der rund zwei Kilometer vom Ort entfernt lag. Dieser wurde schließlich wegen Unrentabilität geschlossen und das Empfangsgebäude abgerissen. Die Bahnsteige sind heute überwuchert.
1995 wurde die Umgehungsstraße der B 297 fertiggestellt und damit auch der Hochwasserschutz für den Ort fertiggestellt. Diese Straße verläuft zwischen dem Ortskern und dem Neckar in einem Tunnel. Im Westen führt die B 312 in Richtung Stuttgart bzw. Reutlingen an Neckartailfingen vorbei.
Der öffentliche Personennahverkehr wird durch die Buslinien 188 (nach Nürtingen) und 190 (nach Aich) bedient. Die Linie 75 (nach Bernhausen bzw. Degerloch) hält nur am Ortsrand. Alle Linien sind in den Verkehrs- und Tarifverbund Stuttgart (VVS) integriert.
Über Alltagsradrouten aus dem Radnetz Baden-Württemberg ist Neckartailfingen 
- mit Nürtingen,
- über Aichtal mit Filderstadt und
- über Neckartenzlingen
  - mit Tübingen und
  - über Metzingen mit Reutlingen verbunden.

Ebenfalls durch den Ort verläuft der Neckartal-Radweg, ein Radfernweg von Villingen-Schwenningen nach Mannheim.

### Bildung
Neckartailfingen verfügt mit der Liebenauschule über eine Grundschule. Darüber hinaus gibt es drei Kindergärten im Ort. Eine Musikschule versorgt derzeit rund 713 Schülerinnen und Schüler aus dem Ort und dem Umland mit einem umfangreichen Unterrichtsangebot.

### Ver- und Entsorgung
Das Stromnetz in der Gemeinde wird von der EnBW Regional AG betrieben. Eine Erdgasversorgung besteht.
Die Gemeinde ist Mitglied im Zweckverband Filderwasserversorgung, dessen Wasserwerk sich in Neckartailfingen befindet. Zur Reinigung des Abwassers wird eine eigene Kläranlage betrieben.
Für die Abfallentsorgung ist der Abfallwirtschaftsbetrieb des Landkreises Esslingen zuständig.

## Kultur und Sehenswürdigkeiten

### Naturdenkmale
9 Naturdenkmale bereichern den Ort. Darunter die 1883 gepflanzte Lutherlinde, der Nordteil des Aileswasensees, der Neckaraltarm mit Auenwald westlich der Brücke der B 312 und verschiedene Feldhecken, Feuchtwiesen und Feldgehölze.

### Aileswasensee
Der Aileswasensee entstand durch ein Kieswerk, heute ist der See mit einer Gaststätte und mehreren „Stränden“ ein beliebtes überregionales Ausflugsziel. An der tiefsten Stelle ist er 4 Meter tief. Ein FKK Strand ist vorhanden. Das Angeln ist dem Angelverein vorbehalten.

### Martinskirche
Die Martinskirche ist wegen ihres romanischen Baustils und ihres Alters überregional bekannt. Vor allem ist ihr schiefer Turm bekannt. Sie wurde vermutlich 1111 fertiggestellt. Infolge der Reformation wurde sie 1536 evangelisch und gehört heute zum Kirchenbezirk Nürtingen.

### Neckarbrücke
1847 wurde die durch Hochwasser und Treibeis gefährdete Holzbrücke über den Neckar durch eine massive 6-bögige Sandsteinbrücke ersetzt. Als im April 1945 die Neckarbrücken zwischen Nürtingen und Tübingen planmäßig von der deutschen Wehrmacht gesprengt wurden, um das Vorrücken der französischen Truppen aufzuhalten, blieb die Neckartailfinger Brücke als einzige verschont – laut Zeitzeugen durch beherztes Eingreifen aus dem Ort und glückliche Umstände.

## Persönlichkeiten

### Söhne und Töchter der Gemeinde
- Karl Albert Wilhelm Bacmeister (1845–1920), Oberkirchenrat, Militärpfarrer und Dekan
- Lore Wissmann (1922–2007), Opernsängerin
- Dietmar Gugler (* 1961), Reitsportler

### Personen, die in Neckartailfingen gelebt und gewirkt haben
- Agnes Sapper (1852–1929), Schriftstellerin und Frau des damaligen Amtsnotars.
- Hermann Drück (1856–1931), Kunstmaler, fast ausschließlich Landschaftsmaler. Geboren als Sohn des Stadtschultheißen Drück in Vaihingen an der Enz, gestorben in Neckartailfingen.[10]
- Hans Reyhing (1882–1961), Lehrer in Neckartailfingen und schwäbischer Heimatdichter
- Zdenko von Kraft (1886–1979), österreichischer Schriftsteller, lebte in Neckartailfingen.
- Grace Hoffman (1921–2008), US-amerikanische Opernsängerin, verbrachte ihren Lebensabend in Neckartailfingen
- Matthias Jaissle (* 1988), Fußballspieler, wuchs in Neckartailfingen auf.